# Grintovec, Ivančna Gorica
Grintovec je naselje v Občini Ivančna Gorica.